# Cistícola de Carruthers
La cistícola de Carruthers (Cisticola carruthersi) és una espècie d'ocell passeriforme de la família Cisticolidae endèmica de la regió dels Grans Llacs d'Àfrica.

## Descripció
Té les parts superiors grisoses amb un vetejat fosc en el dors excepte el pili i el front que són de color bru vermellós. La gola és blanca i la cua de un gris molt fosc amb les puntes blanques. El bec es prim i negre.

## Hàbitat i distribució
Es troba en el nord de la regió dels Grans Llacs d'Àfrica, distribuït per Burundi, la República Democràtica del Congo, Kenia, Ruanda, Tanzània i Uganda.
L'hàbitat natural són els pantans.